# Marie-Hélène Aubert
Marie-Hélène Aubert (Nantes, 16 novembre 1955) è una politica francese.

## Biografia
È stata consigliere regionale del Centro dal 1992 al 1998 e poi deputata dell'Eure-et-Loir dal 1997 al 2002, ricoprendo la carica di vicepresidente dell'Assemblea Nazionale dal 2001 al 2002. Nell'Assemblea Federale dei Verdi tenutasi a Nantes nell'autunno 2002 ha sostenuto con Christophe Porquier la mozione « Rénover maintenant » (Rinnovare ora), che ha ottenuto il 18% dei voti, non riuscendo a diventare segretario nazionale del suo partito. È stata una dei quattro portavoce dei Verdi fino alla sua elezione al Parlamento europeo nel 2004.
Il 13 giugno 2004 è stata la capolista dei Verdi nella Circoscrizione Ovest (Bretagna, Paesi della Loira e Poitou-Charentes) venendo eletta eurodeputata. È membro del comitato di patrocinio del Coordinamento francese per il decennio della cultura di pace e non violenza. Autrice del rapporto Gli OGM che fare? (2000) e relatrice del Protocollo di Kyoto prima della sua ratifica da parte dell'Assemblea Nazionale.